# Chiesa di Nostra Signora Assunta (Rapallo)
La chiesa di Nostra Signora Assunta è un luogo di culto cattolico situato nella frazione di Santa Maria del Campo nel comune di Rapallo, nella città metropolitana di Genova. La chiesa è sede della parrocchia omonima del vicariato di Rapallo-Santa Margherita Ligure della diocesi di Chiavari.

## Storia

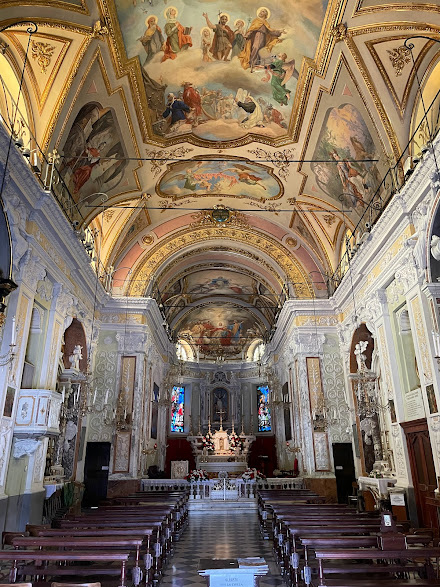
L'interno della chiesa ad unica navata

Le prime citazioni della chiesa di Santa Maria del Campo sono risalenti all'anno 1000, anche se la citazione ufficiale del primo parroco, don Gandolfo Merlo, è datato ad un documento del 1201. Secondo le fonti storiche locali, la comunità parrocchiale campese raggiunse nel 1570 la sua massima estensione "spirituale" con il parroco don Stefano Borzese quando ebbe la guida pastorale sui centri - oggi frazioni del comune di Rapallo - di San Pietro di Novella, Sant'Andrea di Foggia e San Quirico d'Assereto.
La primitiva chiesa subì nel corso del XVII secolo i primi ma sostanziali cambiamenti della struttura, soprattutto per adeguare l'antico edificio al sempre più aumentare della popolazione campese. I lavori, durati all'incirca una decina d'anni, videro l'abolizione dell'antico coro che fu spostato al lato opposto, il rifacimento totale della facciata, l'apertura di una nuova porta maggiore ed un intero ampliamento.
Nel 1826, in occasione della visita pastorale dell'arcivescovo di Genova monsignor Luigi Lambruschini, la parrocchia fu elevata al titolo di prevostura. Meno di cent'anni dopo, nel 1920, fu realizzata l'ampia scalinata che dalla sede stradale permette tuttora di salire verso il piazzale.
Nel 1957 sono state installate le prime sei campane nella torre campanaria, con benedizione del vescovo di Chiavari monsignor Francesco Marchesani, e ancora nel 1959 con la dotazione di altre sei campane inaugurate dal vescovo della diocesi di Guastalla monsignor Angelo Zambarbieri; l'impianto elettronico delle dodici campane sarà realizzato nel 1964.
Altri interventi di restauro sono stati realizzati tra il 1970 e il 1978 su dipinti, stucchi, lampadari, pavimento e all'esterno con il rifacimento della bianca facciata, del tetto e del campanile.
Il 9 giugno 2010 un vasto incendio ha interessato la canonica della chiesa con danneggiamenti alle coperture, alla facciata e ai locali della stessa; i danni, provocati secondo alcuni rilievi da un corto circuito, hanno distrutto diversi arredi sacri e maggiormente il tetto. Dopo un tempestivo intervento di restauro e ripristino, i locali sono tornati nuovamente agibili dal 12 agosto 2010.

## Descrizione

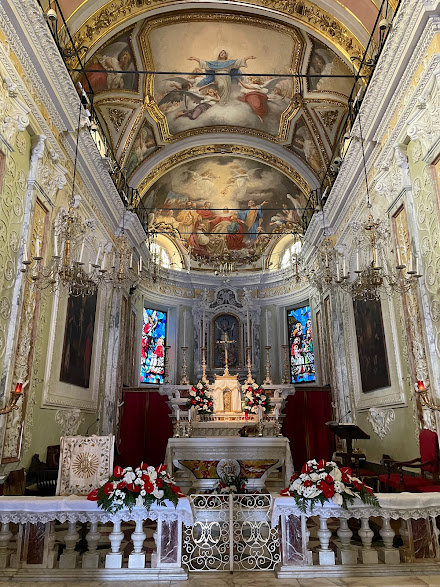
Particolare della zona dell'abside

La struttura si presenta ad unica navata con la presenza di quattro altari laterali oltre che a quello maggiore. Il primo, situato nella parte destra della chiesa, è intitolata alla Madonna di Caravaggio ed è un'opera in marmo del 1807; il secondo altare è dedicato a Nostra Signora Addolorata e secondo le fonti storiche appartenne ad una precedente e soppressa chiesa di Genova; il terzo è intitolato al Santissimo Rosario, mentre il quarto è dedicato al Crocifisso.
Proprio in quest'ultimo - che assieme a quello del Santissimo Rosario è stato acquistato nel 1807, assieme al pavimento del presbiterio, dal monastero della Visitazione di Genova - sono conservate le reliquie di santa Flora di Beaulieu portate da Roma nel 1824 dall'allora parroco campese Cavagnaro.